# Infecção odontogênica
Um dos problemas mais difíceis para o tratamento em odontologia é uma infecção odontogênica. Infecções odontogênicas derivam dos elementos dentários e têm uma flora característica. Cáries, doenças periodontais e pulpites são infecções iniciais que podem se disseminar além dos dentes para os processos alveolares e para os tecidos profundos da face, da cavidade oral, da cabeça e do pescoço. Essas infecções podem variar de infecções bem localizadas de baixo grau, que necessitam somente de um tratamento mínimo até infecções graves, podendo comprometer a vida ao envolver os espaços faciais profundos. Embora a grande maioria das infecções odontogênicas seja facilmente tratada com procedimentos cirúrgicos menores e suporte médico terapêutico, que inclui administração de antibióticos, o profissional deve, sempre, ter em mente que essas infecções podem se tornar graves e trazer risco de morte em um curto período de tempo.

## Tratamento
O tratamento apropriado das infecções odontogênicas depende do conhecimento claro sobre as bactérias causadoras. 
Quando as infecções ocorrem, elas provocam erosão óssea e irrompem no tecido mole suprajacente. O conhecimento da trajetória normal da infecção a partir dos dentes e dos tecidos circundantes, através dos ossos e dentro dos planos dos tecidos moles suprajacentes, é essencial quando se planeja uma terapia apropriada.